# Штральзунд
Штральзу́нд (нім. Stralsund; Hansestadt Stralsund — Ганзейське місто Стральзунд) (полаб. Стріла) — місто в Німеччині, місто земельного значення, розташоване в федеральній землі Мекленбург-Передня Померанія. Адміністративний центр району Передня Померанія-Рюген.

## Короткий опис
Одне з 9-ти міст сучасної ФРН, що у своєму офіційному титулі зберегли назву «Ганзейське місто». Разом з історичною частиною Вісмара старий центр Штральзунду з 2002 включений до Списку «Світова спадщина ЮНЕСКО».
Розташоване на узбережжі Стральзундської (Стрелазунд, нім. Strelasund) протоки в південно-західній частині Балтійського моря.
Населення 57 613 чол. Площа 38,97 км².
Місто засноване у XIII столітті. В місті є великий порт. Штральзунд відомий своїм Морський музеєм, зокрема його акваріумною частиною «Оцеанеум», де в 39 великих акваріумах загальним об'ємом 6 мільйонів літрів представлено більше 7000 морських тварин та рослин. 23 травня 2010 року організація European Museum Forum визнала музей «Оцеанеум» у Штральзунді найкращим музеєм Європи в 2010 році.
Для української та всієї пострадянської спільноти, а також для туристів місто є примітним тим, що в ньому досі перебуває відомий барк «Товариш» (не плутати з барком «Товариш», який було затоплено німцями під час другої світової війни). «Товариш» брав участь в зйомках великої кількості художніх стрічок як в СРСР, так і спільно з іншими країнами. В місті Херсоні, де був його порт приписки з 1951 по 1995 рік, він був неофіційним символом міста (судно виконувало функцію навчально-тренувального центра для моряків Херсонського училища). Барк «Товариш» неодноразово вигравав престижні нагороди за перемогу у регатах (таких, як «Операція Парус — 1976» та ін.). На сьогоднішній день барк повернув собі стару назву «Ґорх Фок» та працює у формі музею, а також виконує в навігаційний період короткотривалі розважальні подорожі.

## Історія
На місці Штральзунда, що отримав права міста 1234 року, наприкінці XII ст. була переправа на острів Рюген. У 1293 році Штральзунд став членом Ганзейської унії.
Під час Тридцятилітньої війни 1628 року Штральзунд безуспішно брали в облогу війська Альбрехта Валленштейна.

## Уродженці
- Бернд Вундерліх (* 1957) — колишній східнонімецький футболіст.

## Міста-побратими
- Вентспілс (латис. Ventspils) Латвія (з 1969 року)
- Кіль (нім. Kiel), Німеччина (з 1987 року)
- Старгард-Щецінський (пол. Stargard Szczeciński), Польща (з 1987 року)
- Мальме (швед. Malmö), Швеція (з 1991 року)
- Свенборг (дан. Svendborg), Данія (з 1992 року)
- Трелеборг (швед. Trelleborg), Швеція (з 2000 року)

## Галерея

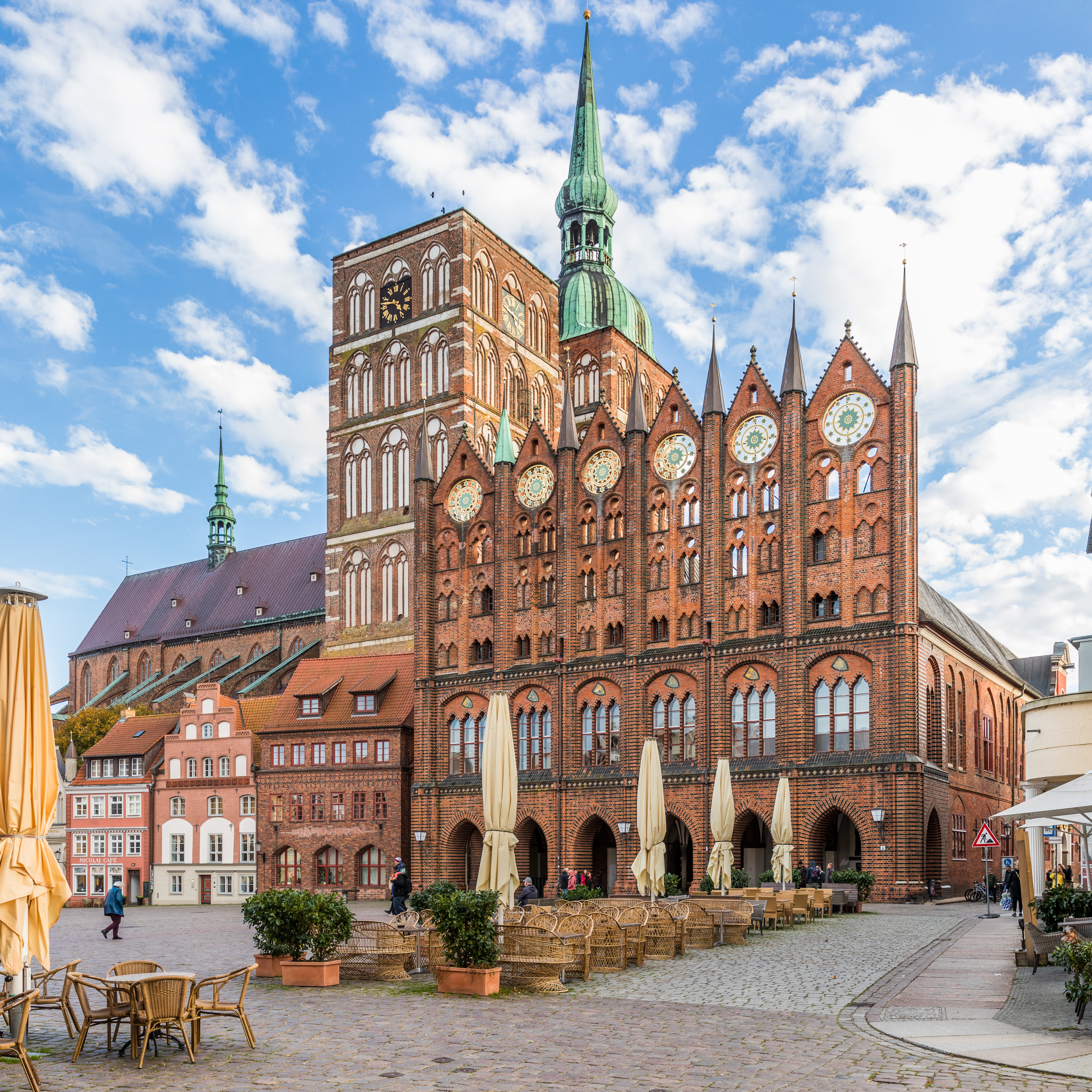
Центр міста: вид на північний фасад Ратуші й собор Св. Ніколая
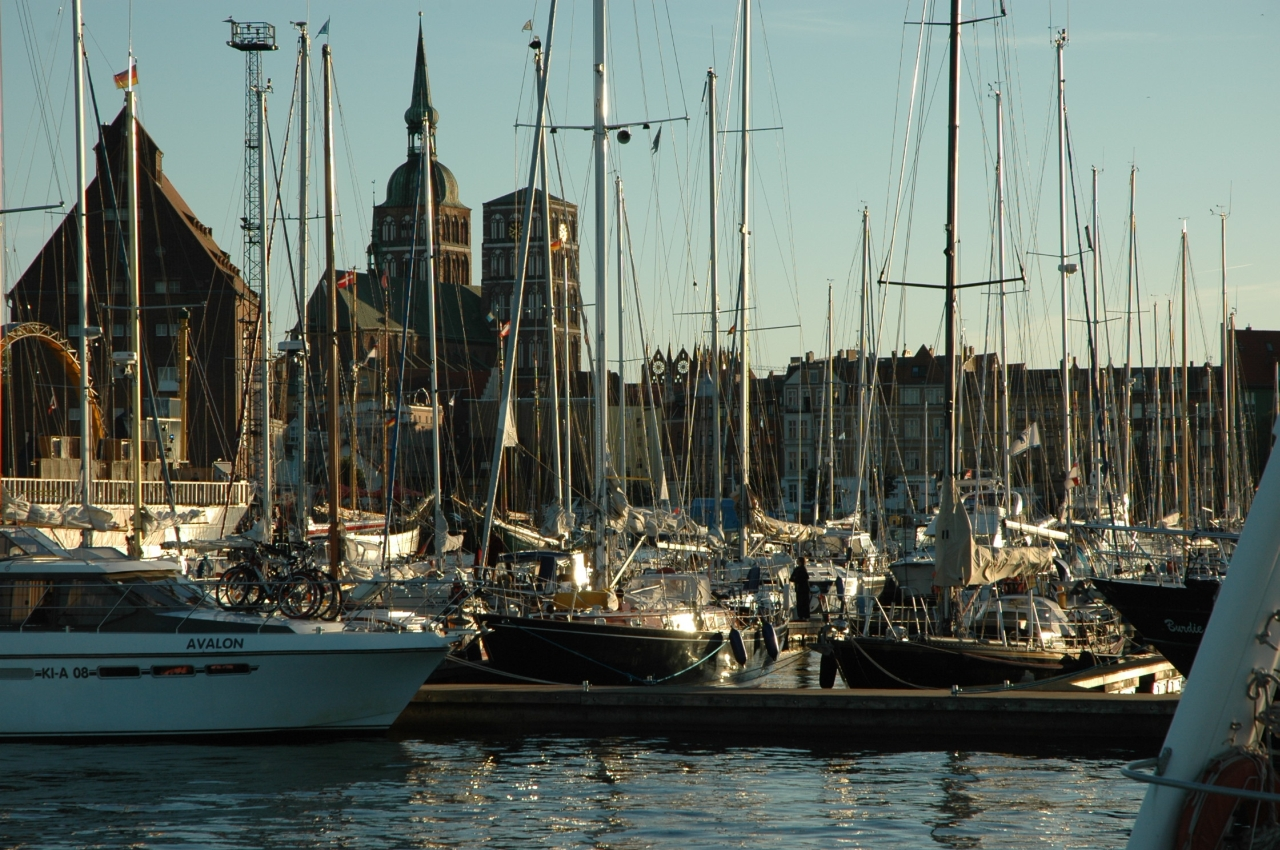
Причал для щоглових яхт
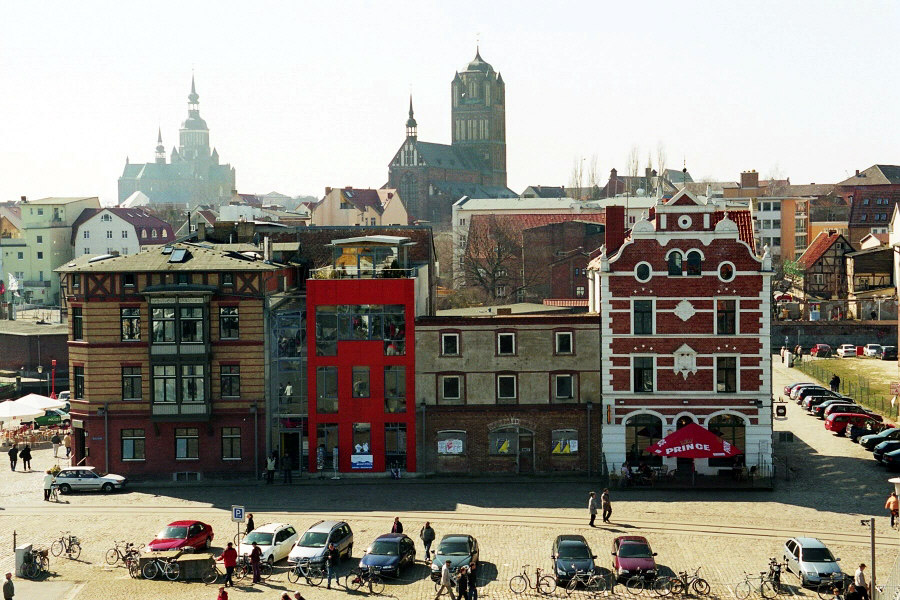
Вид на місто з боку гавані
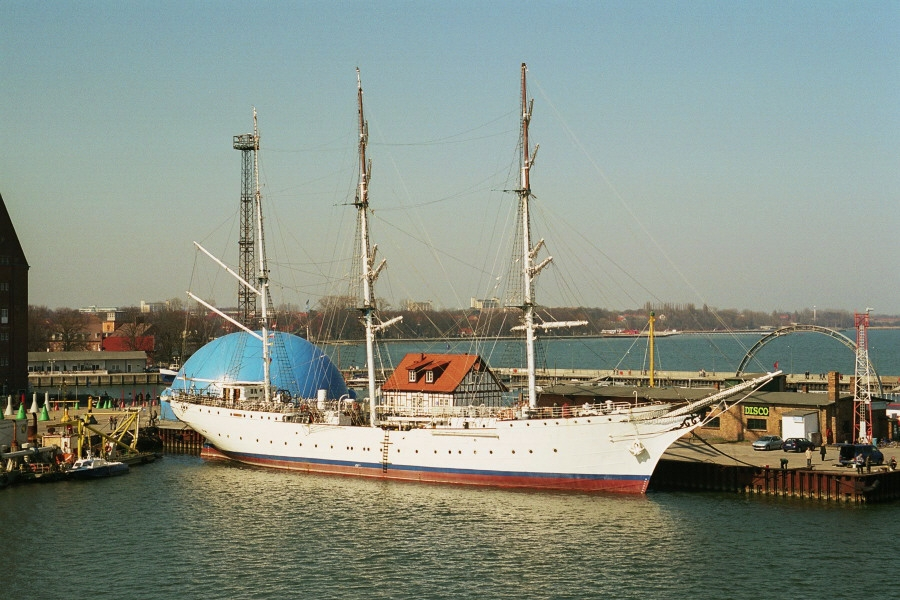
Вітрильник «Ґорх Фок»
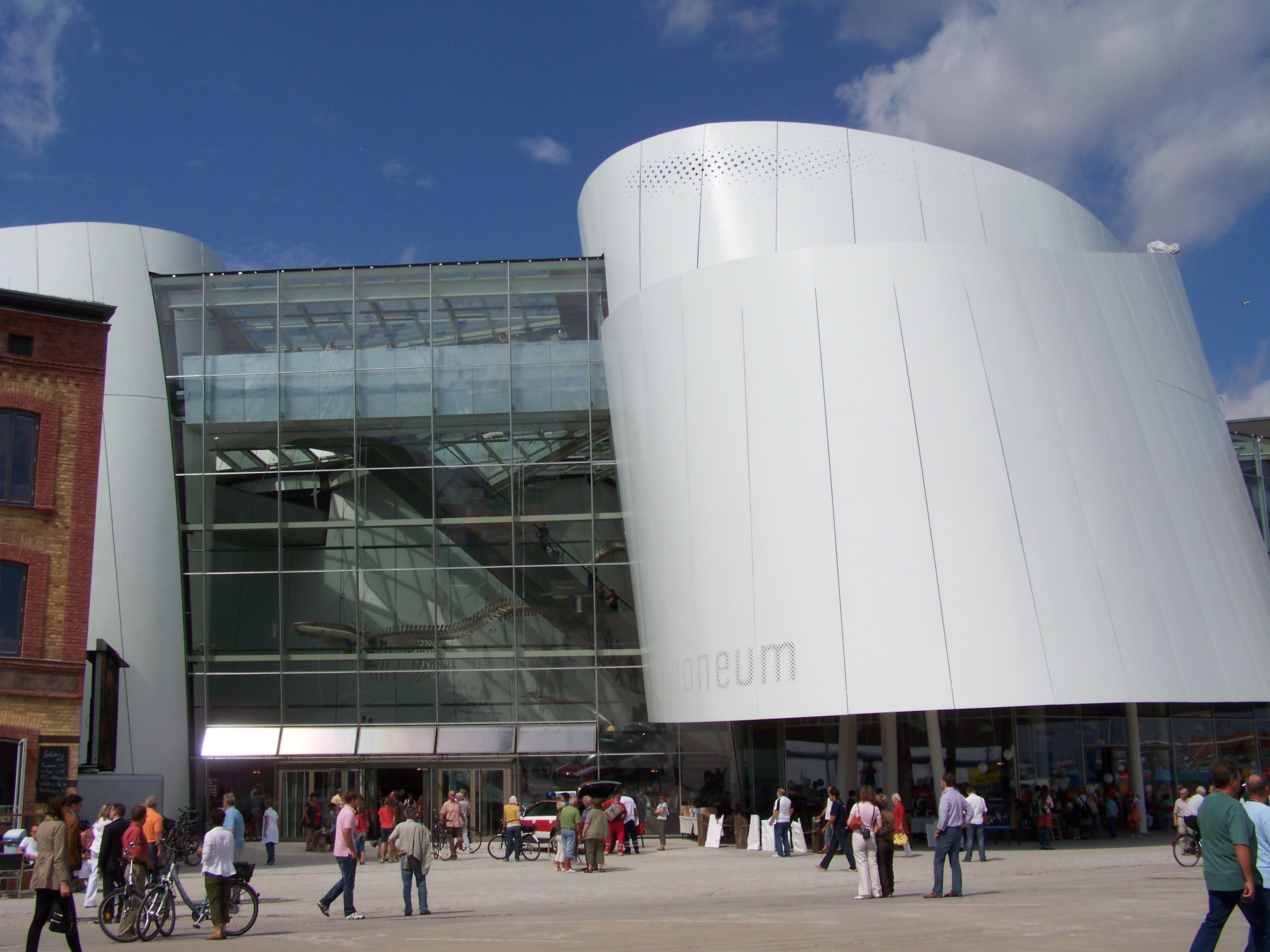
«Оцеанеум» в Штральзунді